# Керу
Керу́ (каз. Керу) — село у складі Кордайського району Жамбильської області Казахстану. Входить до складу Каракемерського сільського округу.
У радянські часи село називалося Новоалександровка.
Населення — 209 осіб (2021; 304 у 2009, 420 у 1999, 205 у 1989).